# Antonio Clarassó y Terés
Antonio Clarassó y Terés (? - Barcelona, agosto de 1611) fue canónigo de la diócesis de Urgel, canónigo-tesorero de la Catedral de Barcelona, racionero de la archidiócesis de Tarragona (1588-1591) y vicario general del arzobispo y virrey de Cataluña Juan Terés y Borrull (1587-1599).

## Primeros años
Su padre fue Bernardo Clarassó y su madre Juana Terés y Borrull, hermana del arzobispo y virrey Juan Terés y Borrull. Sus hermanos fueron Bernardo, Francisco, Juan, Isabel y Margarita. Se doctoró en Derecho.

## Jesuita
Por indicación de su tío, Juan Terés, ingresó en la Compañía de Jesús y en ella permaneció hasta su muerte. Ambos favorecieron al instituto ignaciano a lo largo de su vida y así lo atestiguan las historias de la Compañía.

## Vicario general de la Archidiócesis de Tarragona
El 13 de agosto de 1592, el papa Clemente VIII aprobó una bula decretando la extinción y secularización de los canónigos regulares de la orden de San Agustín en todos los monasterios y prioratos de Cataluña, el Rosellón y la Cerdaña, aduciendo la vida licenciosa y la inobservancia de la disciplina en que habían caído algunas comunidades. Clarassó, por orden de su tío, fue enviado al monasterio de Santa María de Solsona con el fin de notificar esta bula a los canónigos agustinos.

## Muerte y legado
Tras una larga enfermedad que le mantuvo postrado durante siete meses, falleció en el colegio de los jesuitas de Barcelona un día del mes de agosto de 1611 entre las siete y las ocho de la noche. Nombró en su testamento al Noviciado de Tarragona como su heredero, insistiendo expresamente en que se le hicieran llegar todos sus «libros de leyes». El resto de su biblioteca la donó al colegio en que falleció. También dejó legados para Miquel Ferrer, cuñado que le atendió durante su enfermedad, y para los hermanos Juan e Isabel Castelví y Terés, de Valencia, hijos de su prima Dionisia Terés (sobrina también de Juan Terés y Borrull) y de Pedro Castelví.